# Radoje Golović
Radoje Golović (v srbské cyrilici Радоје Головић, *  1969 Nikšić) je srbský filozof z Černé Hory a vysokoškolský pedagog, vyučující na Filozofické fakultě Univerzity Černohorská.

## Životopis
Narodil se roku 1969 v Nikšići, kde absolvoval místní školu. V roce 1989 se zapsal na studia filozofie na Filozofické fakultě v Nikšići, kde v roce 1994 promoval. Titul magistra získal roku 1999 na Filozofické fakultě Bělehradské univerzity. Začátkem nultých let 21. století dokončil aspiranturu na Moskovské státní univerzitě a získal doktorát ve filozofii s disertační prací na téma Filozofie proměněného erota a metafyzika srdce Borise Vyšeslavceva (rusky Философия преображенного Эроса и метафизика сердца Б. П. Вышеславцева), kterou napsal pod vedením Michaila Maslina. V září 2009 se stal docentem na Filozofické fakultě Univerzity Černohorská. Mluví plynně rusky a zaměřuje se především na ruskou filozofii.

## Časopisecké příspěvky
- ГОЛОВИЧ, Радое Й. Понять Россию сердцем: Кардиодикея и кардиогносия русского логоса. Philotheos. 2014, roč. 14, s. 268–286. doi:10.5840/philotheos20141425. (rusky)